# Кокилобегач
Кокилобегачът (Himantopus himantopus) е птица от семейство Саблеклюнови (Recurvirostridae). Среща се и в България, където обитава предимно блата и езера.

## Физически характеристики
Дължина на тялото на кокилобегача достига 37 cm, а размахът на крилата – 75 cm. Има слабо изразен полов, сезонен и възрастов диморфизъм. Мъжкият е с черно теме и черна задна част на шията, които през зимата са бели. Женската е като мъжкия в зимно оперение. При младите главата и гърбът са сиви. Издаващи звуци: Многократно повтарящо се „кик-кик".

## Разпространение
Обитава блата и езера с различна степен на соленост.
В България в миналото е разпространена около река Дунав и Черно море. Последно е забелязана около река Янтра.

## Начин на живот и хранене
Тези птици събират храната си от пясъка или я ловят в плитчините на водоемите. Те основно се хранят с насекоми и ракообразни.

## Допълнителни сведения
Защитен в Червената книга.